# 994 (numero)
Novecentonovantaquattro (994) è il numero naturale dopo il 993 e prima del 995.

## Proprietà matematiche
- È un numero pari.
- È un numero composto da 8 divisori: 1, 2, 7, 14, 71, 142, 497, 994. Poiché la somma dei suoi divisori (escluso il numero stesso) è 734 < 994, è un numero difettivo.
- È un numero sfenico.
- È parte delle terne pitagoriche (994, 3408, 3550), (994, 4992, 5090), (994, 35280, 35294), (994, 247008, 247010).
- È un numero 49-gonale e 167-gonale.
- È un numero nontotiente (per cui la equazione φ(x) = n non ha soluzione).
- È un numero malvagio.
- È un numero palindromo nel sistema di numerazione posizionale a base 6 (4334) e in quello a base 15 (464). In quest'ultima base è un numero ondulante.
- È un numero intero privo di quadrati.

## Astronomia
- 994 Otthild è un asteroide della fascia principale del sistema solare.
- NGC 994 è una galassia lenticolare della costellazione della Balena.

## Astronautica
- Cosmos 994 è un satellite artificiale russo.